# Biblická archeologie
Biblická archeologie, neutrálně syropalestinská archeologie je odvětví archeologie, které se specializuje na místa spojená s Biblí. Úkol biblické archeologie spočívá ve zkoumání dějin osídlení a kulturních dějin Palestiny. Nespočívá jen v potvrzování či vyvracení historicity biblických textů. Její teoretický rámec byl vytvořen v 1. polovině 20. století Williamem F. Albrightem, jehož cílem bylo dokázat historicitu starozákonních příběhů (existenci patriarchů, Exodus a dobytí Kenaanu). S postupujícím výzkumem biblických míst se však ukazovalo, že biblická vyprávění s archeologickými nálezy mnohdy nekorespondují, a tak se zhruba od 70. let 20. století od Albrightovy metody začalo ustupovat – východiskem se stal nalezený archeologický materiál namísto Bible, biblická archeologie přestala sloužit k dokazování Bible a začala vytvářet vlastní rekonstrukci dějin starověkého Izraele.